# Herbert Schek
Herbert Schek (* 30. Dezember 1932 in Wangen im Allgäu) ist ein deutscher Motorrad-Enduro-Rennfahrer und Motorradhersteller.

## Biografie
Herbert Schek wurde frühzeitig aktiv im Motorradsport, insbesondere bei der jährlichen Skijöring-Veranstaltung in seiner Heimatstadt Wangen im Allgäu. Am Morgen seines 18. Geburtstags bekam er seine Lizenz und startete in seinem ersten Rennen, das er auf Anhieb gewann. Das Preisgeld betrug 30 DM, was fast einem Wochenlohn entsprach. Er entdeckte, dass man mit Motorsport Geld verdienen konnte. Oft konnte er in zwei Klassen mit dem gleichen Motorrad starten, und nach der Installation eines Beiwagen in weiteren Klassen. Mit vier Starts und vier Siegen an einem Wochenende verdiente er einmal 120 DM.
Im Jahr 1952 startete er zum ersten Mal bei einer Geländesportveranstaltung, dem Vorläufer der heutigen Enduro-Wettbewerbe. Auch dieses Rennen gewann er. 1962 wurde er erstmals Weltmeister in dieser Sportart. Insgesamt wurde er 14 Mal Deutscher Meister. In seiner Karriere startete er auf Motorrädern der Marken Puch, Maico, Jawa und BMW, außerdem auf einer von ihm selbst aufgebauten Schek-BMW sowie auf einer Hercules Wankel.

## BMW
Schek startete häufig bei Sechstage-Wettbewerben, die im Team gefahren wurden. 1965 wurde ihm eine 600-cm³-BMW zur Verfügung gestellt, mit der er ein Zweitagerennen in den Niederlanden gewann. Von 1966 an war er Werksfahrer bei BMW. Durch einen Arbeitsunfall trug er in diesem Jahr nahezu die ganze Saison ein Gipskorsett; trotzdem wurde er Zweiter in der deutschen Meisterschaft.
Im Jahr 1967 war die Krise bei BMW so groß, dass die Motorradproduktion vorübergehend gestoppt wurde. An Motorsport war nicht mehr zu denken. 1969 aber bekam Schek einen Prototyp der BMW R 75/5, mit der er die Six-Days in Garmisch-Partenkirchen gewann. 1970 erhielt Schek einen weiteren Werksvertrag. Obwohl die BMWs in den nationalen Wettbewerben gewinnen konnten, waren sie in internationalen Wettbewerben durch ihr Gewicht von ca. 200 kg und ihre mäßige Zuverlässigkeit im Nachteil. Die Briten gewannen mit ihren kleineren Motorrädern die Meisterschaft. Schek erklärte das Problem den Verantwortlichen bei BMW und sie einigten sich mit ihm, indem sie die Lösung in seine Hände legten. Im Winter 1970 begann Schek die Arbeit an seiner „eigenen“ BMW, die letztlich nur 130 kg wog. Schek gewann die Six-Days auf der Isle of Man und sogar das abschließende Straßenrennen auf der Rennstrecke von Man.
1972 stoppte BMW wieder die Teilnahme an Wettbewerben. Aber weil der US-Markt immer wichtiger wurde und die Six-Days 1973 dort stattfinden sollten, wurde Schek beauftragt, drei Werksmaschinen zu bauen. Schek gewann eine Goldmedaille und der Rest des Teams zwei Silbermedaillen.
In den folgenden Jahren gewannen zunehmend Zweitakter, insbesondere von Maico, einen Titel nach dem anderen. In der „Top-500-cc“-Klasse wurde mit einer von 400 auf 500 cm³ aufgebohrten Maschine gestartet, die wegen ihres geringen Gewichts leicht gewann. Schek überzeugte BMW-Direktor von der Marwitz 1977 (in dessen Funktion als Mitglied der Obersten Motorsportkommission) eine Klasse oberhalb von 750 cm³ zu fördern. Der Plan ging auf, und Schek bekam von BMW die Erlaubnis, zehn Maschinen selbst zu bauen.

## Schek-BMW
Zu seinem Entsetzen entdeckte Schek, dass er sich selbst um die Homologation kümmern musste. Seine selbstgebauten Motorräder wurden nicht durch die BMW-Lizenzen abgedeckt. Schek ließ zehn Namensschilder pressen und stellte seine „Schek-BMW GS 800“ zur Prüfung vor. Ohne seine Absicht war er Motorradhersteller geworden. Schließlich baute Schek siebzehn Motorräder unter seinem eigenen Markennamen. Wie BMW verwendete Schek eine Maico-Teleskopgabel, aber er machte auch viele Teile selbst, wie Magnesiumpleuel, Kolben und hohle Antriebswellen aus Titan. Die Schek-BMWs waren 70 PS stark und wogen 128 kg. Schek selbst wurde mit einer solchen Maschine Europameister im Jahr 1980.

## Paris-Dakar
Nach 1980 war die schwere BMW durch eine Regeländerung unterlegen, aber seit einigen Jahren fand die Rallye Paris-Dakar statt. Schek wurde von Karl-Friedrich Capito gebeten, eine geeignete BMW zu bauen, und er fertigte sofort eine für sich selbst an. Er nahm an der Rallye Dakar 1981 teil, hatte aber einen schweren Unfall, bei dem er sich das Becken brach und danach zwei Wochen im Krankenhaus von Wangen im Koma lag. Im Sommer 1982 bat ihn Hubert Auriol, für die Rallye Dakar 1983 eine neue BMW zu bauen. Auriol hatte die Rallye Dakar 1981 gewonnen, aber die Werks-BMWs scheiterten bei der Rallye Dakar 1982 mit Getriebeproblemen.
Auriol gewann die Rallye Dakar 1983 und Schek nahm auch wieder teil. Zur Rallye Dakar 1984 nahm BMW die Schek-BMWs in das Werksteam und Gaston Rahier gewann die Rallye. Schek war in diesem Jahr der beste Amateur und gewann die „Marathon-Klasse“. In den folgenden Jahren nahm Schek noch ein paar Mal mit anderen Motorradmarken teil, insgesamt 15 Mal, auch als Supervisor seiner Tochter Patricia.